# Keezhariyur
Keezhariyur es una ciudad censal situada en el distrito de Kozhikode en el estado de Kerala (India). Su población es de 15116 habitantes (2011). Se encuentra a 31 km de Kozhikode.

## Demografía
Según el censo de 2011 la población de Keezhariyur era de 15116 habitantes, de los cuales 7061 eran hombres y 8055 eran mujeres. Keezhariyur tiene una tasa media de alfabetización del 93,72%, inferior a la media estatal del 94%: la alfabetización masculina es del 97,16%, y la alfabetización femenina del 90,73%.